# Eugen Schusteritsch
Eugen Schusteritsch (* 30. August 1913 in Ödenburg; † 8. März 1994 in Bad Wimpfen) war deutscher Vertriebenenfunktionär. Er war Ehrenvorsitzender des Kulturvereins für Ödenburg und Umgebung in Bad Wimpfen und Träger des Bundesverdienstkreuzes am Bande.

## Leben
Schusteritsch setzte sich nach der Vertreibung der Ungarndeutschen für die Bewahrung der Geschichte und der Traditionen seines Heimatortes Ödenburg ein. Darüber publizierte er ein 1964 erschienenes Heimatbuch und zahlreiche kleinere Veröffentlichungen. Er gehörte dem Kulturverein für Ödenburg und Umgebung in Bad Wimpfen an, wohin viele Ödenburger nach der Vertreibung gekommen waren. Er stand dem Verein zwölf Jahre als Vorsitzender vor und wurde 1988 zum Ehrenvorsitzenden ernannt. Er forcierte die Einrichtung des Ödenburger Heimatmuseums in Bad Wimpfen sowie die Städtepartnerschaft zwischen Sopron und Bad Wimpfen. Zu seinen Auszeichnungen zählen das Bundesverdienstkreuz am Bande, das Ehrenzeichen der Burgenländischen Landesregierung und der Ehrenbrief sowie die Goldene Ehrennadel der Landsmannschaft der Deutschen aus Ungarn.